# Château Prieuré-Lichine
Pour les articles homonymes, voir Lichine.
Le château Prieuré-Lichine, anciennement château Prieuré-Cantenac, est un domaine viticole situé à Cantenac en Gironde. En AOC margaux, il est classé quatrième grand cru dans la classification officielle des vins de Bordeaux de 1855.

## Histoire du domaine
Ancien prieuré, le domaine fut créé au XVe siècle par les moines bénédictins de l'abbaye Saint-Pierre de Vertheuil. À l'époque, la propriété s'étendait sur quatre hectares et les vignes cohabitaient avec les cultures vivrières. La vigne ne couvrit la totalité du domaine qu'au XVIIIe siècle. Confisqué et mis en vente à la Révolution française, le château Prieuré-Cantenac passe entre les mains de nombreuses familles avant d'être racheté en 1951 par Alexis Lichine, qui rebaptisa le domaine deux ans plus tard.
Alexis Lichine, d'origine américano-russe, est connu pour être l'auteur de l'Encyclopédie des vins et des spiritueux. Il dota son cru de nouveaux terroirs, modernisa les installations existantes et rénova le domaine. À sa mort en 1989, son fils prend la succession du domaine jusqu'en 1999, date du rachat par la famille Ballande.

## Terroir

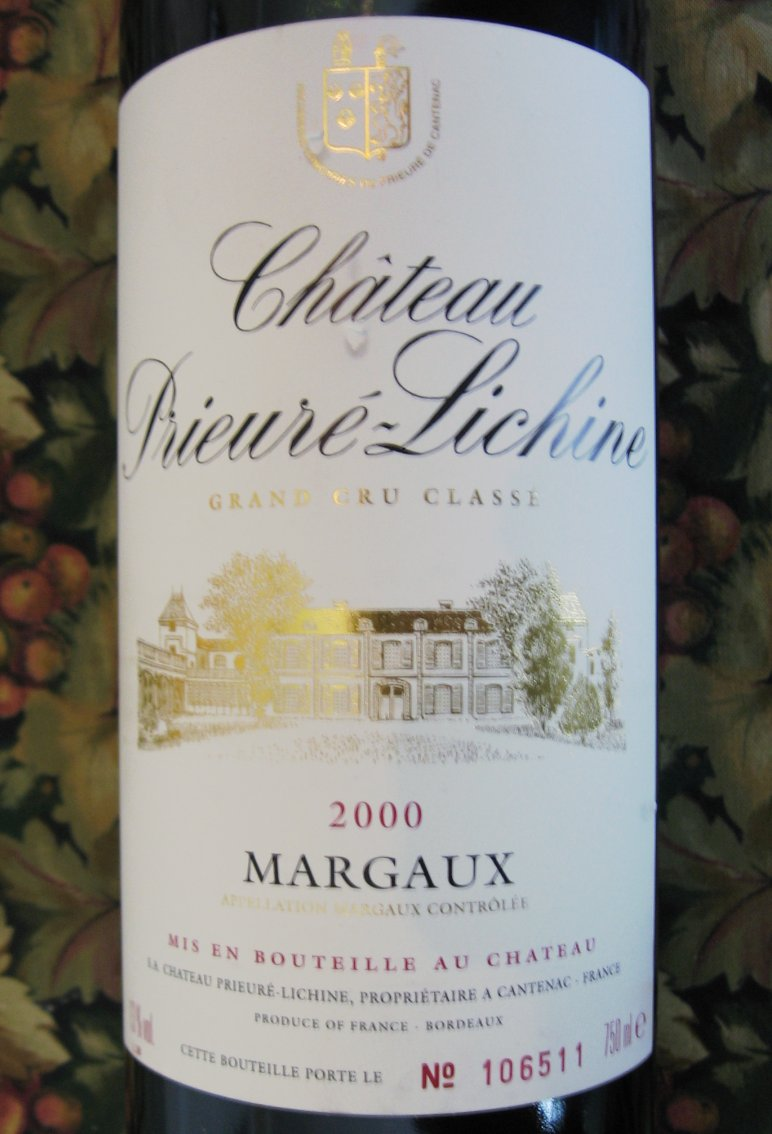
Étiquette du Château Prieuré-Lichine 2000.

Château Prieuré-Lichine compte aujourd'hui 77,5 hectares de vignes, répartis sur l'ensemble de l'appellation margaux (graves günziennes et pyrénéennes). Les vignes, plantées à 50 % de cabernet sauvignon, 45 % de merlot et 5 % de petit verdot, sont toutes vendangées à la main.
Depuis 1999, de nombreuses améliorations techniques ont été apportées : travail en lutte raisonnée, réfection des palissages, lancement d'un plan de renouvellement du vignoble sur 15 ans, réduction des rendements... Initialement, le chai de vinification était composé d’un ensemble de cuves béton et de cuves inox, toutes thermo-régulées et de différentes contenances. En 2012, la propriété a lancé une restructuration complète des installations techniques et s'est dotée un an plus tard de 34 nouvelles cuves béton thermo-régulées de 80 à 120 hectolitres et d’un système de pigeage pneumatique.

## Vins
Le château élabore quatre vins, sur les conseils de Stéphane Derenoncourt :
- « Château Prieuré-Lichine », un margaux grand cru classé, le grand vin du domaine, élevé 16 à 18 mois en fûts de chêne, bénéficiant d'une capacité de garde de 20 à 30 ans ;
- « Confidences du Château Prieuré-Lichine », le second vin sous l'appellation margaux, rassemblant les différents terroirs sablo-graveleux de Margaux et bénéficiant des mêmes soins d'élevage que le grand vin afin de donner un vin dense et élégant ;
- « Le Clocher du Prieuré », en appellation haut-médoc, provenant de parcelles attenantes au vignoble de Prieuré-Lichine. Ce vignoble planté en 1981 atteint aujourd'hui sa pleine maturité et produit un vin aux tannins agréables et fondus. Assemblé avec une majorité de merlot, il possède un caractère plus souple que ses aînés de Margaux.
- « Le Blanc du Château Prieuré-Lichine », en appellation bordeaux, une production quasi-confidentielle de 20 barriques par an, issue d'une parcelle de 1,5 hectare plantée en 1990 sur la commune d'Arsac. Ce vin est élevé en barriques, et est assemblé à 70 % de sauvignon blanc et à 30 % de sémillon.